# Opluridae
Opluridae är en familj ödlor i infraordningen Iguania som förekommer endemisk på Madagaskar och Komorerna.

## Beskrivning
Arterna lever i heta och öppna regioner. Arterna av släktet Oplurus har spetsiga fjäll och ofta även taggar på svansen. De vistas på träd eller klippor. I det monotypiska släktet Chalarodon förekommer små och släta fjäll. Arten vistas främst på jordmark. Chalarodon madagascariensis blir cirka 20 centimeter lång (med svans) och arterna i Oplurus blir upp till 40 centimeter långa. Alla Opluridae är aktiva på dagen och lägger ägg. Hannar är vanligen färgglad och upprättar ett revir.

## Systematik
Familjen utgörs av sju arter fördelade på två släkten:
- Chalarodon  Peters, 1854
  - Chalarodon madagascariensis Peters, 1854
- Oplurus Cuvier, 1829
  - Oplurus cuvieri Gray, 1831
  - Oplurus cyclurus Merrem, 1820
  - Oplurus fierinensis Grandidier, 1869
  - Oplurus grandidieri Mocquard, 1900
  - Oplurus quadrimaculatus DumÉril & Bibron, 1851
  - Oplurus saxicola Grandidier, 1869